# Phytoseius quercicola
Phytoseius quercicola är en spindeldjursart som beskrevs av Ehara 1994. Phytoseius quercicola ingår i släktet Phytoseius och familjen Phytoseiidae. Inga underarter finns listade i Catalogue of Life.